# 特別用途地区
特別用途地区（とくべつようとちく）とは、都市計画法第8条に規定されている「地域地区」の1つである。

## 概要
都市計画法第9条に定める「用途地域内の一定の地区における当該地区の特性にふさわしい土地利用の増進、環境の保護等の特別の目的の実現を図るため」の地区である。
規制内容については、建築基準法第49条の規定により地方公共団体の条例で定めることになっている。かつて特別用途地区は都市計画法により11種類の類型が規定されていたが、1998年（平成10年）6月の法改正により、地方公共団体で定めることができるようになった。
（参考）改正前の11種類
- 中高層階住居専用地区
- 商業専用地区
- 特別工業地区
- 文教地区
- 小売店舗地区
- 事務所地区
- 厚生地区
- 観光地区
- 娯楽・レクリエーション地区
- 特別業務地区
- 研究開発地区

なお、必要に応じて定めるものであり、特に指定していない自治体も多い。

## 用途地域との関係
- 特別用途地区は用途地域の指定があるところに重ねて指定され、用途地域の指定を補完する。特にその地区の状況に応じた効果的な街づくりを目指す場合などに定められる。
- 特別用途地区内では、用途地域の規制を基準として、地方公共団体の条例で規制を強化または緩和できる。ただし緩和する場合はあらかじめ国土交通大臣の承認が必要である。
- 用途地域の類型は、法令に決められた13種類しかなく、規制内容も都市計画法と建築基準法により全国一律に定められるのに対し、特別用途地区の類型、規制内容は地方公共団体ごとに規定することが可能である。